# 韓王成
韓王 成（かんおう せい、? - 紀元前206年?）は、秦末から楚漢戦争期の人物。韓王。姓は姫で氏が韓、諱が成である。
戦国時代末期に韓の公子として生まれ、若くして横陽君（おうようくん）に封ぜられ、韓王安に仕えた。しかし紀元前230年に韓が滅亡し、その地位を失い庶民となった。
秦末の動乱期の紀元前209年頃に亡韓の遺臣であった張良が項梁に進言し、野に下っていた韓成を韓王に擁立した。しかし韓成を擁立した張良が劉邦に接近していることを、秦を滅ぼした項羽に不快に思われ、また劉邦を警戒した范増も韓王を監禁すべきであると進言したため、韓成は項羽が彭城に凱旋して、当所で監禁され韓に戻ることはなかったという。
紀元前206年末あたり、僻地の漢中王に封ぜられた劉邦が項羽を討つべく韓信を大将軍として東進した。すると、韓成は項羽の不興を買い、また范増が「禍を断つために韓成を誅殺すべきです」と項羽に進言したため、韓成は彭城で処刑され晒しものになったという。項羽は韓成に代わりに秦の呉県県令を勤めたことがある鄭昌という者を韓王に封じた。
この悲報を聞いた張良は、官職を辞して、間道を通って逃亡して、すでに東進した劉邦と再会して、そのまま参謀として仕えた。劉邦の許可を得た張良は、亡き主君の韓成の遺体を引き取り、旧韓の地で葬儀を主宰して手厚く葬ったと伝わる。まもなく、張良は韓成の1世代下の族子（おい）にあたる韓王信を擁立した。